# Данія-Біч (Флорида)
Данія-Біч (англ. Dania Beach) — місто (англ. city) в США, в окрузі Бровард штату Флорида. Населення — 31 723 особи (2020).

## Географія
Данія-Біч розташована за координатами 26°3′26″ пн. ш. 80°9′53″ зх. д. / 26.05722° пн. ш. 80.16472° зх. д. (26.057233, -80.164589).  За даними Бюро перепису населення США в 2010 році місто мало площу 21,62 км², з яких 20,96 км² — суходіл та 0,66 км² — водойми.

### Клімат
Місто знаходиться у зоні, котра характеризується мусонним кліматом. Найтепліший місяць — серпень із середньою температурою 28.3 °C (83 °F). Найхолодніший місяць — січень, із середньою температурою 19.1 °С (66.3 °F).
| Клімат Данія-Біча       | Клімат Данія-Біча | Клімат Данія-Біча | Клімат Данія-Біча | Клімат Данія-Біча | Клімат Данія-Біча | Клімат Данія-Біча | Клімат Данія-Біча | Клімат Данія-Біча | Клімат Данія-Біча | Клімат Данія-Біча | Клімат Данія-Біча | Клімат Данія-Біча | Клімат Данія-Біча |
| Показник                | Січ.              | Лют.              | Бер.              | Квіт.             | Трав.             | Черв.             | Лип.              | Серп.             | Вер.              | Жовт.             | Лист.             | Груд.             | Рік               |
| Середній максимум, °C   | 24,1              | 24,8              | 25,8              | 27,7              | 29,7              | 31,4              | 32,1              | 32,3              | 31,6              | 29,9              | 27,2              | 24,9              | 28,5              |
| Середня температура, °C | 19,1              | 19,9              | 21,2              | 23,3              | 25,6              | 27,5              | 28,1              | 28,3              | 27,8              | 26                | 22,9              | 20,3              | 24,2              |
| Середній мінімум, °C    | 13,9              | 15                | 16,4              | 18,8              | 21,5              | 23,6              | 24,1              | 24,3              | 24                | 22,2              | 18,7              | 15,8              | 19,9              |
| Норма опадів, мм        | 66                | 81.3              | 91.4              | 88.9              | 157.5             | 248.9             | 188               | 203.2             | 241.3             | 162.6             | 99.1              | 61                | 1689.1            |
| Днів з опадами          | 8,3               | 7,8               | 8,7               | 7,3               | 10,3              | 16,9              | 16,5              | 17,6              | 18,5              | 13,5              | 10,5              | 8,8               | 144,7             |
| ----------------------- | ----------------- | ----------------- | ----------------- | ----------------- | ----------------- | ----------------- | ----------------- | ----------------- | ----------------- | ----------------- | ----------------- | ----------------- | ----------------- |
| Джерело: Weatherbase    |                   |                   |                   |                   |                   |                   |                   |                   |                   |                   |                   |                   |                   |

## Демографія
Згідно з переписом 2010 року, у місті мешкало 29 639 осіб у 12 877 домогосподарствах у складі 7234 родин. Густота населення становила 1371 особа/км².  Було 15671 помешкання (725/км²).
Расовий склад населення:
| - 69,6 % — білих - 21,8 % — чорних або афроамериканців - 2,1 % — азіатів - 0,3 % — корінних американців - 0,1 % — вихідців з тихоокеанських островів - 3,5 % — осіб інших рас |

До двох чи більше рас належало 2,6 %. Частка іспаномовних становила 22,4 % від усіх жителів.
За віковим діапазоном населення розподілялося таким чином: 18,8 % — особи молодші 18 років, 66,4 % — особи у віці 18—64 років, 14,8 % — особи у віці 65 років та старші. Медіана віку мешканця становила 41,0 року. На 100 осіб жіночої статі у місті припадало 97,3 чоловіків;  на 100 жінок у віці від 18 років та старших — 95,8 чоловіків також старших 18 років.
Середній дохід на одне домашнє господарство  становив 55 481 долар США (медіана — 41 566), а середній дохід на одну сім'ю — 59 641 долар (медіана — 46 125). Медіана доходів становила 40 688 доларів для чоловіків та 37 553 долари для жінок. За межею бідності перебувало 24,2 % осіб, у тому числі 42,9 % дітей у віці до 18 років та 12,7 % осіб у віці 65 років та старших.
Цивільне працевлаштоване населення становило 14 936 осіб. Основні галузі зайнятості: мистецтво, розваги та відпочинок — 16,2 %, освіта, охорона здоров'я та соціальна допомога — 15,3 %, роздрібна торгівля — 12,8 %, науковці, спеціалісти, менеджери — 11,9 %.